# Ke Sovannaroth
Ke Sovannaroth, née le 12 septembre 1962  à Phnom Penh, est une femme politique cambodgienne.

## Biographie
Membre du Parti Sam Rainsy, Ke Sovannaroth est députée de la province de Siem Reap depuis le 27 juillet 2003. Elle est présidente de la commission parlementaire aux affaires sociales depuis 2014.